# E. coli langtids-evolutionseksperimentet
E. coli langtids-evolutionseksperimentet er et igangværende studium, der følger genetiske ændringer i 12 oprindeligt identiske bakteriekulturer af Escherichia coli. Eksperimentet blev sat i gang 24. februar 1988. Kulturerne rundede milepælen med 50.000 generationer i februar 2010. 
Siden eksperimentets begyndelse har Lenski og hans kolleger kunnet rapportere en lang række genetiske ændringer. Af disse er visse evolutionære ændringer forekommet i alle 12 kulturer, mens andre kun er opstået i en enkelt eller nogle få kulturer. En specielt bemærkelsesværdig tilpasning var udviklingen af en type E. coli, som var blevet i stand til at vokse på citronsyre tilsat vækstmediet.